# Joe Perry (giocatore di football americano)
Fletcher Joseph Perry, detto Joe (Stephens, 22 gennaio 1927 – 25 aprile 2011), è stato un giocatore di football americano statunitense che ha giocato nel ruolo di fullback per i San Francisco 49ers dal 1948 al 1950 (quando i 49ers erano membri della lega rivale della NFL, la AAFC), poi dal 1950 al 1960 quando i 49ers furono assorbiti dalla NFL, per i Baltimore Colts dal 1961 al 1962, tornando per un'ultima stagione nei Niners nel 1963.

## Carriera professionistica
Dopo il servizio militare nella seconda guerra mondiale, Perry frequentò il Compton Junior College dove trovò tra i compagni di squadra il futuro membro della Pro Football Hall of Fame Hugh McElhenny. Insieme vinsero due titoli nazionali nel 1946 e nel 1947. Perry poi passò direttamente al football professionistico, unendosi ai 49ers nel 1948. Soprannominato "The Jet," Perry divenne noto non solo per essere un potente fullback, o per essere particolarmente elusivo, ma anche per la sua fantastica velocità (correva la 100 yard in 9,7 secondi).
Perry si ritirò dalla NFL come leader di tutti i tempi nella classifica delle yard corse, superando il vecchio primato di 5.860 yard detenuto da Steve Van Buren, venendo successivamente superato da Jim Brown il 20 ottobre 1963. Fu anche il primo corridore della NFL a superare quota mille yard stagionali per due stagioni consecutive (1953 e 1954). La resistenza di Perry gli consentì di giocare in tre diversi decenni, dagli anni quaranta agli anni sessanta. per 16 stagioni. Durante la metà degli anni 50, Perry era un membro del "Million Dollar Backfield" dei San Francisco 49ers , giocando a fianco di McElhenny, John Henry Johnson e Y.A. Tittle. Fu inserito nella Pro Football Hall of Fame nel 1969. Attualmente, il "Million Dollar Backfield" dei 49ers è l'unico backfield ad avere tutti e quattro i suoi membri facenti parte della Hall of Fame.

## Palmarès
- (3) Pro Bowl (1952, 1953, 1954)
- Leader della NFL in touchdown su corsa (1953)
- Formazione ideale della NFL degli anni 1950
- Pro Football Hall of Fame (dal 1969)
- College Football Hall of Fame

## Statistiche
| Partite totali     | 156   |
| Yard su corsa      | 9.723 |
| Touchdown su corsa | 71    |